# Gray Court
Gray Court è un comune degli Stati Uniti d'America, situato in Carolina del Sud, nella Contea di Laurens.